# Proteïnasa 3
La proteïnasa 3 (també coneguda com a PRTN3) és un enzim codificat pel gen humà PRTN3.
Es tracta d'una endopeptidasa, concretament una serin proteasa neutra (proteases que afecten proteïnes i pèptids que tenen el centre actiu en una serina), que degrada l'elastina in vitro, emmagatzemada en els grànuls azuròfils dels neutròfils citoplasmàtics.
S'expressa principalment en els neutròfils polimorfonuclears, en els quals contribueix en la generació de pèptids antimicrobians, ja que processa bacteris gramnegatius com E.coli, bacteris grampositius com Streptococcus faecalis i fongs com la Candida albicans.
S'ha trobat certa similitud estructural amb altres serines proeases (Catepsina G i Elastasa), les quals també tenen un paper antimicrobià. Aquest, no està estrictament lligat a l'activitat proteolítica, sinó que la càrrega positiva de les membranes de les serines proteases pot unir-se fortament a les membranes cel·lulars d'alguns bacteris. La unió inhibeix la síntesi d'algunes proteïnes bacterianes i indueix la despolarització de la seva membrana.
Les serin proteases actuen en combinació amb espècies reactives d'oxigen per ajudar a degradar microorganismes que es troben en fagolisosomes i són abundantment secretades en el medi extracel·lular després de l'activació de neutròfils. Part d'aquestes serin proteases queden lligades a la membrana plasmàtica on poden interaccionar i regular l'activitat d'algunes estructures (quimiocines, citocines, factors de creixement i receptors cel·lulars).

## Localització del genPRTN3
El gen PRTN3 fou localitzat per primer cop en el cromosoma 19p13.3 per hibridació in situ fluorescent en cromosomes en metafase de cèl·lules epitelials i endotelials. És format per 6570 parells de bases que conformen cinc exons i quatre introns. L'intró I conté una àrea formada per dos motius repetits: GAAT i TGAGT; i l'intró IV conté 12 repeticions de GA. Aquestes extensions poden causar inestabilitat cromosòmica i, aleshores, certa predisposició als reordenaments i supressions genètiques associades a la leucèmia.
Diversos estudis suggereixen que l'expressió de la proteïnasa 3 es limita principalment a l'etapa mielocítica del desenvolupament de la medul·la òssia.

## Funció
La seva funció principal és la degradació de proteïnes de la matriu extracel·lular (elastina, fibronectina, col·lagen tipus I, III i IV, laminina i vitronectina). Com a proteasa, l'activitat catalítica que duu a terme és la hidròlisi proteïca. Normalment les proteïnes a degradar es troben en llocs on s'hagi proudït una reacció inflamatòria. Tanmateix, també té substrats intracel·lulars implicats en la regulació de la proliferació cel·lular i apoptosi. Comparteix la funció principal amb altres serin proteases com la elastase o la catepsina G, amb les quals hi té similituds estructurals.
A més, està involucrada en nombrosos processos biològics incloent la proteòlisi, la proliferació cel·lular, el processament catabòlic del col·lagen, la regulació negativa de la fagocitosi, la diferenciació dendrítica, a més d'altres com la digestió, la coagulació de la sang, l'activació del complement, la reproducció i el desenvolupament. Aquests enzims poden contribuir a la capacitat dels leucòcits polimorfonuclears a migrar a través de la membrana basal i a la seva capacitat per digerir microorganismes i altres materials ingerits dins el fagolisosoma.
Fisiològicament, l'activitat proteolítica de PRTN3 pot facilitar el moviment dels neutròfils de la vasculatura a través de les membranes basals en els llocs d'inflamació o pot ajudar en la digestió de microorgaismes fagocitats. Patològicament, la propietat elastolítica de la PRTN3 suggereix un paper en el desenvolupament d'efisema. Aquesta possibilitat és recolzada per la demostració de lesions efisematoses en els pulmons dels hàmsters seguint la insuflació intratraqueal de PRTN3.
A més, la PRTN3, a part de la seva activitat proteolítica contra proteïnes de la matriu extracel·lular, té una varietat d'altres accions potencialment importants. La PRTN3 és més coneguda com a mieloblastina, a la qual s'ha atribuït un paper central en el control de la diferenciació i creixement de les cèl·lules leucèmiques.
És molt important a nivell de malalties la relació de la PRTN3 amb la granulomatosi de Wegener.
En particular, PRTN3 té propitetats que la diferencien de les altres proteases: 
- És el determinant antigènic o epítop dels anticossos anticitoplasma de neutròfils (ANCA's) de la classe c-ANCA, un tipus d'anticòs que es troba amb freqüència en la granulomatosis de Wegener.
- Està involucrada en la regulació de la funció immune. És la proteïna d'unió a IL-32 (interleucina-32),[12] la qual és produïda per limfòcits T i èsta implicada en trastorns inflamatoris.[13] La inhibició específica de l'activitat de PR3 per processar o neutralitzar IL-32, pot reduir les conseqüències de les citocines (IL-32) en mamalties autoimmunes regulades.[14]
- Està present en processos de secreció. La microscopia electrònica confirma que la proteïna està present, junt amb la CR1, en vesícules secretores, així com en alguns grànuls específics.[15]
- Es pensa que pot estar implicada en la degradació de les proteïnes de la matriu extracel·lular en llocs d'inflamació, proteïnes d'unió cel·lular i receptors. Una degradació excessiva, prolongada o inadecuada provoca efectes nocius.[16]
- Si és secretada per neutròfils activats durant la inflamació està involucrada en l'apoptosi de cèl·lules endotelials.[17]
- Este involucrada en processos proteolítics de citocines i mediadora inflamatòries.[18] Per exemple, l'activitat antimicrobiana de hCAP18 requereix l'escissió de la propia proteïna per tal que s'alliberi una seqüència de 37 aminoàcids o residus de l'extrem C-terminal, els quals formen el polipèptid (LL-37). Així, PRTN3 processa la hCAP18, per transformar-la en la seva forma activa LL-37, que té propoietats antimicrobianes.[19][20]
- De manera semblant pot activar la IL-18, una citocina proinflamatòria i important regulador de la resposta immunitària innata i adquirida.
- Esta relacionada amb la quimiocina IL-8 (77 residus),[21] responsable de la desgranulació de neutròfils i de la migració de neutròfils a llocs inflamatoris. PRTN3 trenca un enllaç Ala-Lys i s'allibera la forma más activa d'IL-8; IL-70 (70 residus).[22]
- Un model celular recombinant s'ha utilitzat per demostrat que té un paper molt important en la supervivència de neutròfils.
- Serveix com ajuda per al diagnòstic i classificació de diverses vasculitis i malalties autoimmunes.

S'ha observat que en pacients amb diabetis de tipus 1, els nivells de PRTN3 i elastasa, augmenten respecte al que seria habitual. Aquest augment encara és més evident en els casos on la malaltia té menys d'un any. Per contra, el nivell de α1-antitripsina, un inhibidor de les serin proteases, baixa. Els resultats d'aquestes observacions suggereixen que PRTN3 i la elastasa puguin esdevenir biomarcadors de la diabetis de tipus 1.

## Estructura i Conformació
La seva estructura globular permet catalitzar les reaccions en què participa. En els quatre monòmers similars que la conformen, hi trobem estructures secundàries com làmines beta, hèlix alfa i diversos loops. Aquests últims permeten certa mobilitat en un medi aquós.
Inicialment, la proteïnasa 3 té una mida de 35k Da però en un procés de maduració de 3 hores s'acaba modulant fins a ésser de 29 kDa. En efecte, la proteïnasa 3 requereix tres escissions proteolítiques per a la maduració: dos al costat amino terminal i una al carboxi terminal. El primer trencament es tradueix en l'eliminació d'una seqüència senyal del reticle endoplasmàtic de 25 aminoàcids. En les ruptures addicionals, el dipèptid Ala2-Glu1 provinents de la banda amino-terminal precedent Ile-1 i una seqüència de set aminoàcids (del COOH terminal fins a Arg-222) és separada, deixant així la proteïnasa de 222 aminoàcids pròpia de leucòcits polimorfonuclears.
Mitjançant mètodes de microcopia confocal immunofluorescent i fraccionament subcel·lular, es pot trobar la proteïna en el citosol en el seu estat natiu.

## Funcionament deficient
La seva activitat excessiva, prolongada o inadequada pot produir efectes nocius pel cos.
Per exemple, el paper de la PRTN3 al nostre cervell no està ben definit, però alguns estudis apunten que la PRTN3 augmenta la resposta inflamatòria, la producció de citocines en la micròglia primària i indueix la mort de neurones. PRTN3 podria ser, perquè un modulador de neuroinflamació. El bloqueig de PRTN3 podria tenir força interès com a diana terapèutica en malalties com l'ictus i la malaltia d'alzheimer.
També té un paper important en les periodontitis. Tot i que hi ha un nombre limitat d'estudis que investiguen el paper de la proteïnasa 3 en la patogènesi d'aquestes malalties (periodontitis i gingivitis), s'ha detectat que en pacients de malalties periodontals hi ha un excés d'activitat de la proteinasa 3. Els científics també han suggerit que els bacteris periodontopatogènics com la Prevotella estimulen l'alliberament de proteinasa 3.
Tot i que no queda del tot clar, sembla que la seva mutació té un paper rellevant en malalties destructives com l'emfisema pulmonar, artritis reumatoide i la glomuorlonefritis.

## Inhibidors
Les serpines són un conjunt de proteïnes amb capacitat d' inhibir altres enzims del grup de proteases, especialment les serin proteases. Hi ha més de 1000 serpines conegudes en el cos humà. Comparteixen una estructura terciària similiar amb un pes molecular d'aproximadament 50 kDa. Aquesta família de proteïnes, a més, excerceixen importants funcions reguladores en esdeveniments proteolítics intracel·lulars i extracel·lulars, incloent la coagulació sanguínia i l'apòptosi entre d'altres.
L'anàlisi de la selva estructura ha ajudat a entendre la seva funció. Tot i que cada serpina varia lleugerament en la conformació, la majoria de les serpines presenten una estructura ordenada similar. Les primeres que es van estudiar, antitripsina i l'antitrombina, van mostrar que totes les serpines presenten un plec diferent que els permet fixar-se dins d'altres proteïnes i, inhibeixen les seves funcions. Una simple mutació pot modificar la seva estrcutura i, com a conseqüència, la seva funció inhibidora.
Pel que fa a la PRTN3, és inhibida per les serpines α1-proteïnasa (la serpina més abundant del cos humà) i α₂-macroglobulina. En contrast amb les altres dues serin proteases, la PRTN3 no és inhibida per la secreció de leucoproteases.